# Новое Шишлово
Новое Шишлово — деревня в Кардымовском районе Смоленской области России. Входит в состав Мольковского сельского поселения. Население — 3 жителя (2007 год). 
Расположена в центральной части области в 9 км к юго-западу от Кардымова, в 3 км южнее автодороги Р134 «Старая Смоленская дорога» Смоленск — Дорогобуж — Вязьма — Зубцов, на берегу реки Залазня. В 4 км северо-восточнее деревни расположена железнодорожная станция Пересветово на линии Москва — Минск. 

## История
В годы Великой Отечественной войны деревня была оккупирована гитлеровскими войсками в августе 1941 года, освобождена в сентябре 1943 года.